# Joachim-Friedrich Schulze
Joachim-Friedrich Schulze (* 19. September 1924 in Cottbus; † 12. Juli 2010 in Halle an der Saale) war ein deutscher Klassischer Philologe.
Joachim-Friedrich Schulze legte 1942 sein Abitur ab. Anschließend leistete er seinen Reichsarbeitsdienst ab und nahm anschließend als Soldat am Zweiten Weltkrieg teil. Er geriet in sowjetische Kriegsgefangenschaft und wurde aus dieser 1945 entlassen. Er wurde zunächst Textilarbeiter und begann 1946 eine Neulehrerausbildung und wurde danach Neulehrer für Deutsch, Erdkunde, Biologie und Latein. 1949 bestand Schulze die erste Lehrerprüfung und begann mit dem Studium der Klassischen Philologie, Pädagogik und Psychologie an der Brandenburgischen Landeshochschule Potsdam, 1951 wechselte er an die Martin-Luther-Universität Halle-Wittenberg (MLU), wo er das Psychologiestudium aufgab. Das Staatsexamen bestand er 1955 und wurde Lektor für Latein und Griechisch an der Abteilung Sprachunterricht der MLU. Seit 1958 war Schulze zunächst geschäftsführender wissenschaftlicher Assistent, ab 1959 Oberassistent am Seminar, später dem Institut für Klassische Philologie sowie dem Wissenschaftsbereich Philologie der Sektion Orient- und Altertumswissenschaften der MLU. Die Promotion erfolgte 1961 bei Werner Peek und Berthold Häsler mit einer Arbeit zum Thema Die Erzählung von Hymnos und Nikaia in Nonnos’ Dionysiaka (Buch 15, 169–422), die Habilitation 1970 zu Untersuchungen zu den erotischen Erzählungen in den Dionysiaka des Nonnos von Panopolis bei denselben Gutachtern. Die facultas docendi wurde ihm 1974 verliehen. Eine Professur blieb ihm als Nicht-Parteimitglied versagt, wofür sich die Universität nach der Wende entschuldigte. 1990 trat Schulze in den Ruhestand.
Schulze arbeitete ab 1955 an Werner Peeks Projekt eines Lexikons zum spätantiken Dichter Nonnos von Panopolis mit und leitete das Projekt während eines Auslandsaufenthalts von Peek. Aus dieser Arbeit resultieren auch Schulzes Promotion und Habilitation. Daneben forschte er zur Medizin und der Stellung des Arztes in der Antike. Sein besonderes Verdienst lag jedoch in der Lehrerausbildung. Schulze war Ehrenvorsitzender des Landesverbandes Sachsen-Anhalt des Deutschen Altphilologenverbandes.